# دورل بری
دورل بری (انگلیسی: Durrell Berry؛ زادهٔ ۲۷ مهٔ ۱۹۹۲) بازیکن فوتبال اهل بریتانیا است.
از باشگاه‌هایی که در آن بازی کرده‌است می‌توان به باشگاه فوتبال چلتنهام تاون، باشگاه فوتبال تورکی یونایتد، باشگاه فوتبال استون ویلا، و باشگاه فوتبال پلیموث آرگیل اشاره کرد.